# Алболодуй
Алболодуй (на испански: Alboloduy) е населено място и община в Испания. Намира се в провинция Алмерия, в състава на автономната област Андалусия. Общината влиза в състава на района (комарка) Алпухара-Алмериенсе. Заема площ от 70 km². Населението му е 645 души (по данни от 2013 г.). Разстоянието до административния център на провинцията е 34 km.